# Blair Brown
Bonnie Blair Brown (n. 23 aprilie 1946) este o actriță americană de teatru, film și televiziune. Brown este cunoscută pentru rolul său din serialul american Fringe, unde a jucat personajul Nina Sharp, și de asemenea pentru rolul din filmul din anul 1980 Experiment periculos (Altered states).

## Filmografie

### Filme
| An   | Titlu                                       | Rol                        | Note                                                                                |
| ---- | ------------------------------------------- | -------------------------- | ----------------------------------------------------------------------------------- |
| 1972 | House of Lovers                             | George Thacker             |                                                                                     |
| 1973 | Dracula                                     |                            | Film de televiziune                                                                 |
| 1973 | The Paper Chase                             | Miss Farranti              |                                                                                     |
| 1977 | Eleanor and Franklin: The White House Years | Anna Roosevelt             | Film de televiziune                                                                 |
| 1977 | Charlie Cobb: Nice Night for a Hanging      | Charity                    | Film de televiziune                                                                 |
| 1977 | The 3,000 Mile Chase                        | Rachel Kane                | Film de televiziune                                                                 |
| 1977 | The Quinns                                  | Millicent Priestley        | Film de televiziune                                                                 |
| 1977 | The Choirboys                               | Kimberly Lyles             |                                                                                     |
| 1978 | And I Alone Survived                        | Lauren Elder               | Film de televiziune                                                                 |
| 1979 | The Child Stealer                           | Jan Rodman                 | Film de televiziune                                                                 |
| 1980 | One-Trick Pony                              | Marion                     |                                                                                     |
| 1980 | Altered States                              | Emily Jessup               |                                                                                     |
| 1981 | Continental Divide                          | Nell Porter                | Nominalizare—Golden Globe Award for Best Actress – Motion Picture Musical or Comedy |
| 1983 | The Skin of Our Teeth                       | Sabina                     | Film de televiziune                                                                 |
| 1984 | A Flash of Green                            | Kat Hubble                 |                                                                                     |
| 1985 | The Bad Seed                                | Christine Penmark          | Film de televiziune                                                                 |
| 1987 | Hands of a Stranger                         | Diane Benton               | Film de televiziune                                                                 |
| 1988 | Stealing Home                               | Ginny Wyatt                |                                                                                     |
| 1989 | Strapless                                   | Dr. Lillian Hempel         |                                                                                     |
| 1990 | Extreme Close-Up                            | Margaret Toll              | Film de televiziune                                                                 |
| 1991 | The Good Policeman                          |                            |                                                                                     |
| 1991 | Lethal Innocence                            | Sally Hatch                | Film de televiziune                                                                 |
| 1992 | Those Secrets                               | Neille Banesh              | Film de televiziune                                                                 |
| 1992 | Passed Away                                 | Amy Scanlan                |                                                                                     |
| 1992 | Majority Rule                               | Gen. Katherine Taylor      | Film de televiziune                                                                 |
| 1993 | Rio Shannon                                 | Elizabeth Cleary           | Film de televiziune                                                                 |
| 1993 | The Day My Parents Ran Away                 | Mrs. Judy Miller           | Film de televiziune                                                                 |
| 1994 | Moment of Truth: To Walk Again              | Carol Keating              | Film de televiziune                                                                 |
| 1994 | The Gift of Love                            | Helen Porter               | Film de televiziune                                                                 |
| 1996 | The Ultimate Lie                            | Joan 'Joanie' McGrath      | Film de televiziune                                                                 |
| 1996 | A Season in Purgatory                       | Grace Bradley              | Film de televiziune                                                                 |
| 1997 | Convictions                                 | Zalinda Dorcheus           | Film de televiziune                                                                 |
| 1999 | The Astronaut's Wife                        | Shelly McLaren             |                                                                                     |
| 2000 | Space Cowboys                               | Dr. Anne Caruthers         |                                                                                     |
| 2000 | In His Life: The John Lennon Story          | Mimi Smith                 | Film de televiziune                                                                 |
| 2000 | Hamlet                                      | Gertrude                   | Film de televiziune                                                                 |
| 2001 | Follow the Stars Home                       | Hannah Parker              | Film de televiziune                                                                 |
| 2002 | Grasp                                       | Jean Malcheck              |                                                                                     |
| 2002 | Benjamin Franklin                           | Jane Franklin Mecom        |                                                                                     |
| 2002 | Young Dr. Freud                             | Narrator                   |                                                                                     |
| 2003 | Dogville                                    | Mrs. Henson                |                                                                                     |
| 2004 | Dark Shadows                                | Elizabeth Collins Stoddard | Film de televiziune                                                                 |
| 2004 | Copshop                                     | Frances Harding            | Film de televiziune                                                                 |
| 2005 | Loverboy                                    | Jeanette Rawley            |                                                                                     |
| 2006 | The Sentinel                                | National Security Advisor  |                                                                                     |
| 2006 | The Treatment                               | Miss Callucci              |                                                                                     |
| 2006 | Griffin & Phoenix                           | Eve                        |                                                                                     |
| 2007 | Dark Matter                                 | Hildy                      |                                                                                     |
| 2007 | First Born                                  | Laura's Mother             |                                                                                     |
| 2011 | The Speed of Thought                        | Bridger                    |                                                                                     |

### Televiziune
| An        | Titlu                             | Rol                              | Note |
| --------- | --------------------------------- | -------------------------------- | --- |
| 1971      | Police Surgeon                    | Dulcy                            | Episod: "Lies" |
| 1972–1975 | The Whiteoaks of Jalna            | Pheasan Vaughan                  | 2 episoade |
| 1975      | Performance                       | N/A                              | Episod: "Six War Years" |
| 1975      | The Rockford Files                | Dep. DA Kate Doyle/Kate Flanders | Episod: "The Girl in the Bay City Boys Club" |
| 1976      | The Oregon Trail                  | Jessica Thorpe                   | Episod: "Pilot" |
| 1976      | Captains and the Kings            | Elizabeth Healey                 | 6 episoade |
| 1976      | Kojak                             | Stella                           | Episod: "Where Do You Go When You Have Nowhere to Go?"                                                                                           |
| 1977      | Family                            | Miss Jessup                      | Episod: "We Love You, Miss Jessup" |
| 1978      | Wheels                            | Barbara Lipton                   | Episod: "#1.1" |
| 1983      | Kennedy                           | Jacqueline Kennedy               | Episod: "#1.2" Nominalizare—BAFTA TV Award for Best Actress Nominalizare—Golden Globe Award for Best Actress – Miniseries or Film de televiziune |
| 1985      | Space                             | Penny Hardesty Pope              | 5 episoade |
| 1985      | ABC Afterschool Special           | Joan Stewart                     | Episod: "Don't Touch" |
| 1986      | Comedy Factory                    | Valerie Arnold                   | Episod: "The Faculty" |
| 1987–1991 | The Days and Nights of Molly Dodd | Molly Dodd                       | 65 episoade Nominalizare—Primetime Emmy Award for Outstanding Lead Actress in a Comedy Series (1987–91)                                          |
| 1995      | Frasier                           | Jill                             | Episod: "Shrink Rap" |
| 1995      | American Experience               | Evelyn Nesbit                    | Episod: "Murder of the Century" |
| 1997      | Feds                              | Erica Stanton                    | Unsold TV pilot |
| 2001      | Touched by an Angel               | Victoria                         | Episod: "A Winter Carol" |
| 2002      | Smallville                        | Rachel Dunleavy                  | Episod: "Lineage" |
| 2002      | CSI: Miami                        | Margie Winters                   | Episod: "Camp Fear" |
| 2003      | Law & Order                       | Virginia Masters                 | Episod: "Seer" |
| 2003–2004 | Ed                                | Mary Burton                      | 2 episoade |
| 2003–2007 | American Experience               | Narrator                         | 5 episoade |
| 2004      | ER                                | Dr. Vicki Ford                   | Episod: "Midnight" |
| 2004      | Law & Order: Special Victims Unit | Attorney Lynne Riff              | 2 episoade |
| 2005      | Missing                           | Emma Roderick                    | Episod: "Off the Grid" |
| 2011      | Falling Skies                     | Sonya                            | Episod: "What Hides Beneath" |
| 2008–2013 | Fringe                            | Nina Sharp                       | 48 episoade Nominalizare—Saturn Award for Best Guest Starring Role on Television                                                                 |
| 2012      | Political Animals                 | Mrs. Berg                        | Episod: "16 Hours" |
| 2014      | Forever                           | Fawn Mahoney Ames                | Episod: "The Man in the Killer Suit" |
| 2014      | The Affair                        | Dr. Gunderson                    | Episod: "8" |
| 2015      | Orange Is the New Black           | Judy King                        | 5 episoade |
| 2015      | Person of Interest                | Emma Blake                       | Episod: "Guilty" |